# Булашёв, Дмитрий Фролович
Дмитрий Фролович Булашёв (9 ноября 1915 — 14 декабря 1973) — передовик советской энергетики, машинист турбинного цеха Иркутской ТЭЦ № 1 Иркутскэнерго Министерства энергетики и электрификации СССР, Иркутская область, Герой Социалистического Труда (1966).

## Биография
Родился в 1915 году в селе Булышево, ныне Омской области в русской крестьянской семье. Трудоустроился в 16-летнем возрасте в местный колхоз. Отслужив срочную службу в Советской Армии, в 1948 году, приехал на строительство города Ангарск. Сначала работал машинистом паровоза на специализированном электропоезде, предназначенном для выработки и подачи электроэнергии.
5 ноября 1951 года была запущена Ангарская теплоэлектростанция (с 1954 года — Иркутская ТЭЦ № 1). На тот момент здесь располагалась самая большая по тем временам в Сибири турбина мощностью 25 мегаватт (МВт). С 21 февраля 1952 года Дмитрий Булашев приступил к её постоянному обслуживанию. Первым в Иркутской области Булашёв перешёл на обслуживание двух турбин одновременно одним машинистом, а со временем стал обслуживать и три энергоагрегата. Данная методика позволила высвободить для работы на других участках 28 человек.
За выдающиеся успехи, достигнутые в выполнении заданий семилетнего плана по развитию энергетики страны, Указом Президиума Верховного Совета СССР от 4 октября 1966 года Дмитрию Фроловичу Булашёву было присвоено звание Героя Социалистического Труда с вручением ордена Ленина и золотой медали «Серп и Молот».
Стаж высокопроизводительной работы машинистом турбин составил более 20 лет. Избирался депутатом Ангарского городского Совета депутатов трудящихся. С 8 июля 1972 года находился на заслуженном отдыхе.
Проживал в городе Ангарске Иркутской области. Умер 14 декабря 1973 года.

## Награды
За трудовые успехи удостоен:
- золотая звезда «Серп и Молот» (04.10.1966),
- орден Ленина (04.10.1966),
- Медаль «За трудовую доблесть» (20.09.1962),
- другие медали.